# Microusambilla
Microusambilla is een geslacht van rechtvleugeligen uit de familie Lentulidae. De wetenschappelijke naam van dit geslacht is voor het eerst geldig gepubliceerd in 1981 door Jago.

## Soorten
Het geslacht Microusambilla  is monotypisch en omvat slechts de volgende soort:
- Microusambilla cylindricollis (Ramme, 1929)